# Lista biskupów lubuskich
Biskupi lubuscy – lista biskupów diecezji lubuskiej.

## Lubusz1133–1276
- Bernard 1133
- Stefan 1149–1156?
- Bernard ok. 1156?[1]
- Gaudenty 1180
- Arnold 1191
- Cyprian 1198–1201
- Wawrzyniec ok. 1201–1204?
- Wawrzyniec ok. 1204?–1233
- Henryk I 1233–1244
- Nanker 1248
- Wilhelm I z Nysy 1252Wolmir (biskup lubuski)1273[2]
- Wilhelm II[3] 1275–1284
- Wolmir 1282–1284 (?)[4]

## Górzyca1276–1325
- Wilhelm II[3] 1275–1284
- Konrad I 1284–1299
- Mikołaj 1299–1300
- Jan 1300–1302
- Fryderyk I 1305–1311
- Stefan II 1326–1345
- Apeczko z Ząbkowic 1345–1352

## Lubusz1354–1385
- Henryk II Bencz 1353–1366
- Piotr I z Opola 1366–1375
- Wacław II legnicki 1375–1382
- Jan Kietlicz 1383–1385

## Fürstenwalde/Spree1385–1598
- Jan Kietlicz 1385–1392
- Jan II Mráz 1392–1397
- Jan III z Borsznic 1397–1420
- Jan IV z Wałdowa 1420–1423
- Jan V z Wałdowa 1423–1424
- Krzysztof von Rotenhan 1424–1436
- Piotr II von Burgsdorff 1437–1439
- Konrad II Kron 1440–1443
- Jan VI von Deher 1443–1455
- Fryderyk II Sesselmann 1455–1483
- Liborius von Schlieben 1484–1486
- Ludwig von Burgsdorf 1487–1490
- Dytryk von Bülow 1490–1523
- Jerzy von Blumenthal 1524–1550
- Jan VII Horneburg 1550–1555
- Joachim Fryderyk Hohenzollern 1555–1598